# 张宗源
张宗源（1940年8月—），男，汉族，重庆人，中华人民共和国政治人物，曾任四川省人民政府秘书长、办公厅党组书记，四川省人大常委会副主任。